# Iain Canning
Iain Canning (Bristol, 23 luglio 1979) è un produttore cinematografico e produttore televisivo britannico.
Cofondatore della casa di produzione indipendente See-Saw Films assieme ad Emile Sherman, ha vinto l'Oscar al miglior film nel 2011 per Il discorso del re. Lo stesso anno, il quotidiano The Guardian l'ha posizionato 90º nella propria classifica annuale delle 100 persone più potenti dell'industria mediatica.

## Filmografia

### Cinema
- Paradiso + Inferno (Candy), regia di Neil Armfield (2006) - produttore associato
- Control, regia di Anton Corbijn (2007) - produttore esecutivo
- Hunger, regia di Steve McQueen (2008) - produttore esecutivo
- Mary and Max, regia di Adam Elliot (2009) - co-produttore esecutivo
- Il discorso del re (The King's Speech), regia di Tom Hooper (2010)
- Oranges and Sunshine, regia di Jim Loach (2010)
- Shame, regia di Steve McQueen (2011)
- Dead Europe, regia di Tony Krawitz (2012)
- Tracks - Attraverso il deserto (Tracks), regia di John Curran (2013)
- Slow West, regia di John Maclean (2015)
- Mr. Holmes - Il mistero del caso irrisolto (Mr. Holmes), regia di Bill Condon (2015)
- Life, regia di Anton Corbijn (2015)
- Macbeth, regia di Justin Kurzel (2015)
- Lion - La strada verso casa (Lion), regia di Garth Davis (2016)
- La ragazza del punk innamorato (How to Talk to Girls at Parties), regia di John Cameron Mitchell (2017)
- Maria Maddalena (Mary Magdalene), regia di Garth Davis (2018)
- Widows - Eredità criminale (Widows), regia di Steve McQueen (2018)
- Verrà il giorno... (The Day Shall Come), regia di Chris Morris (2019)
- Ammonite - Sopra un'onda del mare (Ammonite), regia di Francis Lee (2020)
- Il potere del cane (The Power of the Dog), regia di Jane Campion (2021)
- The Son, regia di Florian Zeller (2022)
- Il nemico (Foe), regia di Garth Davis (2023)
- One Life, regia di James Hawes (2023)

### Televisione
- Top of the Lake - Il mistero del lago (Top of the Lake) – serie TV, 13 episodi (2013-2017)
- Lo stato dell'unione - Scene da un matrimonio (State of the Union) – serie TV, 20 episodi (2019-2022)
- Firebite – serie TV, 8 episodi (2021-2022)
- Heartstopper – serie TV, 16 episodi (2022-2023)
- Il serpente dell'Essex (The Essex Serpent), regia di Clio Barnard – miniserie TV (2022)
- Slow Horses – serie TV, 19 episodi (2022-2024)
- Sweetpea – serie TV (2024)
- Apple Cider Vinegar, regia di Jeffrey Walker – miniserie TV, 6 puntate (2025)

## Riconoscimenti
- Premio Oscar
  - 2011 – Miglior film per Il discorso del re
  - 2017 – Candidatura al miglior film per Lion - La strada verso casa
  - 2022 – Candidatura al miglior film per Il potere del cane
- Premio Emmy
  - 2013 – Candidatura alla miglior miniserie o film per la televisione per Top of the Lake - Il mistero del lago
  - 2019 – Miglior serie commedia o drammatica, forma breve per State of the Union
- BAFTA
  - 2011 – Miglior film per Il discorso del re
  - 2011 – Miglior film britannico per Il discorso del re
  - 2012 – Candidatura al miglior film britannico per Shame
- AACTA Award
  - 2012 – Candidatura al miglior film per Oranges and Sunshine
  - 2014 – Candidatura al miglior film per Dead Europe
  - 2015 – Candidatura al miglior film per Tracks - Attraverso il deserto
  - 2017 – Miglior film per Lion – La strada verso casa
- European Film Award
  - 2011 – Candidatura al miglior film per Il discorso del re
  - 2012 – Candidatura al miglior film per Shame
- PGA Award
  - 2011 – Miglior produttore di un lungometraggio cinematografico per Il discorso del re
  - 2014 – Candidatura al miglior produttore televisivo, formato lungo per Top of the Lake – Il mistero del lago
  - 2017 – Candidatura al miglior produttore di un lungometraggio cinematografico per Lion – La strada verso casa